# Prhutova Draga
Prhutova Draga je naselje u Hrvatskoj u sastavu Grada Čabra. Nalazi se u Primorsko-goranskoj županiji. 

## Zemljopis
Sjeverozapadno je Brinjeva Draga, sjeverno je Parg, sjeveroistočno su Tropeti i Čabar, istočno-sjeveroistočno su Gornji Žagari, jugoistočno su Vrhovci, Lazi i Kraljev Vrh, južno-jugoistočno je Tršće, južno-jugozapadno su Makov Hrib, Srednja Draga i Selo, jugozapadno su Ravnice i Crni Lazi.

## Stanovništvo
| broj stanovnika | 34    | 33    | 26    | 26    | 22    | 31    | 21    | 31    | 19    | 22    | 19    | 23    | 12    | 9     | 3     | 3     | 1     |
|                 | 1857. | 1869. | 1880. | 1890. | 1900. | 1910. | 1921. | 1931. | 1948. | 1953. | 1961. | 1971. | 1981. | 1991. | 2001. | 2011. | 2021. |